# Bernd Berner
Bernd Berner (* 24. September 1930 in Hamburg; † 12. Juli 2002 in Stuttgart) war ein deutscher Maler und Grafiker.

## Leben
Bernd Berner absolvierte von 1949 bis 1951 eine Ausbildung zum Lithografen. Aufgrund der durch den Nationalsozialismus entstandenen künstlerischen Zäsur war auch der junge Berner auf der Suche nach neuen künstlerischen Äußerungen und wandte sich zunächst den französischen Kubisten, insbesondere Fernand Léger, zu. Als Berner 1947 Willi Baumeisters Buch Das Unbekannte in der Kunst in die Hände fiel, war dies für ihn eine Offenbarung, die den jungen Künstler maßgeblich beeinflusste. 1952 zog er nach Stuttgart, wo er schließlich mit Baumeister zusammentraf. Nachdem er den direkten Einfluss Baumeisters wieder ablegte, definierte er den Begriff des „Flächenraums“ und fand seine eigene Orientierung innerhalb der abstrakten Malerei. Ab 1960 stellte er international aus. Einzelausstellungen fanden vor allem in Deutschland, Frankreich, der Schweiz und Italien statt. Von 1971 bis 1994 hatte er eine Professur für Malerei an der Fachhochschule für Gestaltung in Pforzheim inne. Seine Ateliers befanden sich in Stuttgart, sowie zeitweilig in Pieterlen, einer Gemeinde im Kanton Bern und Paris.
Zusammen mit Klaus Jürgen-Fischer, Eduard Micus, Erwin Bechtold und Rolf-Gunther Dienst gründete Berner 1965 die Künstlergruppe SYN, welche die Idee einer ganzheitlichen Kunst jenseits der Festlegung eines Formalismus vertreten. Die Gruppe löste sich jedoch 1970 wieder auf.
Bernd Berner war Mitglied des Deutschen Künstlerbundes und stellte dort ebenso regelmäßig aus, wie in den Ausstellungen der Darmstädter Sezession oder den jährlichen Großen Kunstausstellungen im Haus der Kunst in München.
Bernd Berner verstarb 2002 in Stuttgart.

## Werk
Berner war einer der wichtigen Vertreter der abstrakten Malerei der deutschen Nachkriegsmoderne. Bekannt geworden ist er durch seine monochromen und meditativen „Flächenräume“ aus de 1950er bis 2000er Jahren. Seine Werke aus der Zeit des Zusammentreffens mit Willi Baumeister sind erstmal gänzlich abstrakt und deutlich von Furchen und skripturalen Strukturen geprägt. Zwischen 1956 und 1958 verloren der direkte Einfluss Baumeisters, sowie die Affinität zum Tachismus und Informel zunehmend an Bedeutung. Die Farben in Berners Werken zogen sich zu Feldern von organisierter Bildstruktur zusammen.
Er beschäftigte sich mit den Themen Fläche – Farbe – Raum. In weiterer Auseinandersetzung mit der gegenstandsfreien Malerei der europäischen Moderne ab 1959 definierte er den Begriff des „Flächenraums“. Gemeint ist eine nuancierte und differenzierte Überlagerung und Verdichtung dieser „Flächenräume“, die er mit Spuren und Störungen akzentuiert und somit eine pulsierende Wirkung erzielte. Der Gestus der „Flächenräume“, deren kräftig leuchtende bis hin zu pastelligen Farbtöne eine lebendige Atmosphäre erzielen, erscheint offen und expressiv. In seiner linearen Farbschrift „verwebt“ er die Malschichten zu einem Ganzen, das er mit Farbtropfen akzentuiert. Auf diese Weise hebt er die Flächigkeit des Bildes auf und verleiht ihm eine räumliche Tiefe. Diesen Begriff behielt er sein Leben lang bei.

### Was zur eigenen Arbeit zu sagen wäre – fast ein Statement
„Wir werden mehr und mehr zugedeckt von optischen und akustischen Belästigungen, wir sind betroffen, werden verletzt. Unsere Existenz ist bedroht von Verlogenheit, vom Talmi; nicht nur politisch werden wir manipuliert. Unser Leben wird immer stärker von obskuren Medien, von Interessengruppen bestimmt. Auch Kunst ist politisch, dennoch wäre es eine Illusion, wollte man meinen, mit Kunst ließen sich gesellschaftliche Veränderungen bewirken. Aber Kunst beinhaltet auch ein Vordenken, vermittelt Denkanstöße und manchmal auch Kritikfähigkeit. Was mir wichtiger erscheint, ist, dass Kunst allen (auch optischen) Überfütterungen unserer Zeit ein kontemplatives »Gegenüber« anbietet. Auch Kunst beunruhigt, stört, verletzt, führt aber – im besten Fall – den Menschen zu sich selbst, da ich dem Lauten misstraue, geht es mir um die Stille – welche sich manchmal als scheinbar zeigt.“

## Ausstellungen (Auswahl)

### Einzelausstellungen
- 1966: Junge Generation – Maler und Bildhauer in Deutschland, Akademie der Künste, Berlin
- 1982:  Bernd Berner. Gouachen und Bilder 1956–1982, Kunsthalle Mannheim
- 1984: Bernd Berner: Flächenraum 1959–1984, Landesmuseum Oldenburg; Struktur – Fläche – Raum, Galerie Wilbrand, Köln
- 1991: Bernd Berner, Kunsthalle Mannheim, 1.06. – 29. September 1991; Kunstverein Göppingen, 11.10. – 14. November 1991
- 2000: Bernd Berner. Retrospektive., Universitätsmuseum Marburg
- 2002: Bernd Berner. Gemälde und Papierarbeiten 1957–2001, Schlossmuseum der Stadt Aschaffenburg
- 2004: Bernd Berner. Flächenraum 1882–2001, Museum Villa Haiss, Zell am Harmersbach, 31.05. – 15. Mai 2004
- 2016: Bernd Berner – Werke aus vier Jahrzehnten, Van Ham Art Estate, Hamburg, 5.07. – 30. September 2016
- 2018: Bernd Berner, Galerie Binhold, Köln, 02.02. – 1. April 2018
- 2019: Bernd Berner – Denken in farbe. Flächenräume von 1992 bis 2001, Van Ham Art Estate, Köln, 28. September 2019 bis 18. Dezember 2020
- 2020: Bernd Berner – Flächenräume, Galerie Schlichtenmaier, Grafenau, 22.03. – 23. Mai 2020
- 2020: Bernd Berner, Museum Bensheim, Bensheim, 1.10. – 1. November 2020
- 2022: Bernd Berner Flächenraum, Galerie Geißler Bentler, Bonn, 23.09. – 28. Oktober 2022

### Gruppenausstellungen
- 1965: Six German Painters – Berner, R.G. Dienst, Jochims, Jürgen-Fischer, Micus, Quinte, Institute of Contemporary Arts, London (UK)
- 1970: Prisma '70. 18. Ausstellung des Deutschen Künstlerbundes, Rheinisches Landesmuseum Bonn, Bonn[8]
- 1987: Druckgrafik, Städtische Galerie Fulda
- 1993: Bernd Berner, Kunsthaus Grenchen
- 2004: In der Farbe frei, Galerie Schlichtenmaier, Stuttgart, 16.07. – 11. September 2004
- 2012: Köstliche Mischung der Sammlung Großhaus, Schloss Gottorf, Schleswig, 4. November 2012 bis 7. April 2013
- 2021: Position des Deutschen Informel. Von Ackermann bis Zangs, Schweinfurt, 24. September 2021 bis 9. Januar 2022
- 2022: Sound of Silence, Art Karlsruhe, Landesbank Baden-Württemberg, Karlsruhe, 6.07. – 10. Juli 2022
- 2023: Schön hier...! 20 Jahre Kleiner Schlossplatz, Galerie Schlichtenmaier, Stuttgart, 24.03. – 29. April 2023

## Werke in öffentlichen Sammlungen (Auswahl)

### Deutschland
- Nationalgalerie Berlin
- Sammlung der Bundesrepublik Deutschland, Berlin
- Kunstmuseum Bochum
- Herzog Anton Ulrich-Museum, Braunschweig
- Osthaus Museum, Hagen
- Sammlung Andreas Dombret, Frankfurt am Main
- Staatliche Kunsthalle, Karlsruhe
- Wilhelm-Hack-Museum, Ludwigshafen
- Daimler Art Collection, Stuttgart
- Kunstmuseum Stuttgart
- Staatsgalerie Stuttgart
- Museum Wiesbaden

### International
- Emmanuel de Bayser Collection, Berlin / Paris (FR)
- Sammlung Villa Romana, Florenz (IT)
- Kunsthaus Grenchen (CH)
- The Thompson Collection, Pittsburgh (US)

## Nachlass
Der schriftliche Nachlass befindet sich seit 2008 im Deutschen Kunstarchiv im Germanischen Nationalmuseum Nürnberg (GNM). Seit 2016 befindet sich Berners künstlerischer Nachlass in Köln bei VAN HAM Art Estate. Dabei handelt es sich um Gemälde und Papierarbeiten aus allen Schaffensphasen.